# Авдієве озеро
А́вдієве о́зеро — заплавне озеро в Менському районі Чернігівської обл., на правому березі Десни, за 3 км від села Максаки.

## Етимологія
Лімнонім виник унаслідок лексикалізації та онімізації словосполучення з опорним гідрографічним терміном озеро й означенням у формі посесива на -еве/-єве, похідного від антропоніма Авдій, що є розмовною формою ім'я Овдій.

## Характеристика
З Десною сполучається протокою, яка влітку часто пересихає.
- Довжина — бл. 1400 м
- Ширина — до 100 м
- Площа — 0,14 км²
- Глибина — до 4 м.

Улоговина видовженої форми.
Береги високі, круті, поросли верболозом, ожиною та хмелем.
Живлення ґрунтове, дощове й частково за рахунок водообміну з Десною.
Температура води влітку +18, +19° на глиб. 0,5 м від поверхні, та +12, + 13° на глиб. 3,5 м.
Взимку замерзає.
Прозорість води до 1 м.
На дні — мулисті та частково мулисто-піщані відклади.
Серед прибережно-водяної і водяної рослинності переважають ценози очерету звичайного і латаття білого.
З риб водяться карась, лин, окунь, щука, плітка та ін.
На берегах — місця гніздування очеретянки, кобилочки солов'їної, погонича та інших птахів.
Рибальство.